# Tulobuterol
Tulobuterol (łac. tulobuterolum) – wielofunkcyjny organiczny związek chemiczny z grupy fenyloetyloamin. Lek o działaniu sympatykomimetycznym, o długim czasie działania, działający selektywnie na receptory adrenergiczne β2, który może być podawany przezskórnie przy użyciu plastra transdermalnego.

## Mechanizm działania
Tulobuterol jest selektywnym β-mimetykiem działającym na receptory β2, którego działanie utrzymuje się ponad 24 godziny, a maksymalny efekt następuje po 9–12 godzinach od podania.

## Zastosowanie
- skurcz oskrzeli[3]
- astma oskrzelowa i POCHP bez chorób współistniejących[4]

W 2015 roku żaden produkt leczniczy zawierający tulobuterol nie był dopuszczony do obrotu w Polsce.

## Działania niepożądane
Tulobuterol może powodować następujące działania niepożądane:
- anafilaksja
- obniżenie poziomu potasu w osoczu krwi
- drżenia mięśniowe
- zaczerwienie twarzy
- kołatanie serca
- tachykardia
- zaburzenia rytmu serca
- podrażnienie skóry w miejscu aplikacji plastra transdermalnego
- odbarwienie skóry w miejscu aplikacji plastra transdermalnego
- wzrost poziomu aminotransferazy asparaginianowej w osoczu krwi
- wzrost poziomu aminotransferazy alaninowej w osoczu krwi
- wzrost poziomu kinazy kreatynowej (CPK) w osoczu krwi
- eozynofilia

## Dawkowanie
Tulobuterol zarówno u dzieci, jak i dorosłych może być podawany przy użyciu plastra transdermalnego jeden raz na dobę. W 2015 roku był to jedyny beta2-mimetyk długodziałający, który mógł być podawany przezskórne.